# 50e cérémonie des Daytime Emmy Awards
La 50e cérémonie annuelle des Daytime Emmy Awards, organisée par l'Academy of Television Arts and Sciences récompense le meilleur des programmes de journée et a eu lieu le 15 décembre 2023 au Westin Bonaventure Hotel à Los Angeles en Californie.

## Cérémonie
Les nominations sont annoncées en direct le 26 avril 2023.

## Palmarès
Note : Les lauréats sont indiqués ci-dessous en premier de chaque catégorie et en gras.

### Programmes

#### Meilleure série télévisée dramatique
- Hôpital central
  - The Bay
  - Amour, Gloire et Beauté
  - Des jours et des vies
  - Les Feux de l'amour

#### Meilleur débat télévisé de divertissement
- The Kelly Clarkson Show
  - The Drew Barrymore Show
  - The Jennifer Hudson Show
  - Live with Kelly and Ryan
  - Today with Hoda & Jenna

#### Meilleure émission d'informations et de divertissement
- Entertainment Tonight
  - Access Hollywood
  - E! News
  - Extra
  - Inside Edition

#### Meilleure émission de tribunal
- The People's Court
  - Caught in Providence
  - Hot Bench
  - Judge Steve Harvey
  - Judy Justice

### Performances

#### Meilleur acteur dans une série télévisée dramatique
- Thorsten Kaye pour le rôle de Ridge Forrester dans Amour, Gloire et Beauté
  - Maurice Benard pour le rôle de Sonny Corinthos dans Hôpital central
  - Peter Bergman pour le rôle de Jack Abbott dans Les Feux de l'amour
  - Billy Flynn pour le rôle de Chad DiMera dans Des jours et des vies
  - Jason Thompson pour le rôle de Billy Abbott dans Les Feux de l'amour

#### Meilleure actrice dans une série télévisée dramatique
- Jacqueline MacInnes Wood pour le rôle de Steffy Forrester dans Amour, Gloire et Beauté
  - Sharon Case pour le rôle de Sharon Newman dans Les Feux de l'amour
  - Melissa Claire Egan pour le rôle de Chelsea Lawson dans Les Feux de l'amour
  - Finola Hughes pour le rôle d'Anna Devane dans Hôpital central
  - Michelle Stafford pour le rôle de Phyllis Summers dans Les Feux de l'amour

#### Meilleur acteur dans un second rôle dans une série télévisée dramatique
- Robert Gossett pour le rôle de Marshall Ashford dans Hôpital central
  - Nicholas Chavez pour le rôle de Spencer Cassadine dans Hôpital central
  - Chad Duell pour le rôle de Michael Corinthos dans Hôpital central
  - Daniel Feuerriegel pour le rôle d'EJ DiMera dans Des jours et des vies
  - John Lindstrom pour le rôle du Dr Kevin Collins dans Hôpital central

#### Meilleure actrice dans un second rôle dans une série dramatique
- Sonya Eddy pour le rôle d'Epiphany Johnson dans Hôpital central
  - Krista Allen pour le rôle du Dr Taylor Hayes dans Amour, Gloire et Beauté
  - Stacy Haiduk pour le rôle de Kristen DiMera dans Des jours et des vies
  - Brook Kerr pour le rôle du Dr Portia Robinson dans Hôpital central
  - Kelly Thiebaud pour le rôle du Dr Britt Westbourne dans Hôpital central

#### Meilleur jeune acteur dans une série télévisée dramatique
- Eden McCoy pour le rôle de Josslyn Jacks dans Hôpital central
  - Cary Christopher pour le rôle de Thomas DiMera dans Des jours et des vies
  - Henry Joseph Samiri pour le rôle de Douglas Forrester dans Amour, Gloire et Beauté

#### Meilleur invité dans une série dramatique
- Alley Mills pour le rôle de Heather Webber dans Hôpital central
  - Steve Burton pour le rôle d'Harris Michaels dans Beyond Salem; Chapter Two
  - Cassandra Creech pour le rôle du Dr Grace Buckingham dans Amour, Gloire et Beauté
  - Robert Neuman pour le rôle d'Ashland Locke dans Les Feux de l'amour
  - Kevin Spirtas pour le rôle du Dr Craig Wesley dans Des jours et des vies

#### Meilleur présentateur de débat télévisé
- Kelly Clarkson pour The Kelly Clarkson Show
  - Drew Barrymore pour The Drew Barrymore Show
  - Tamron Hall pour Tamron Hall
  - Kelly Ripa et Ryan Seacrest pour Live with Kelly and Ryan
  - Sherri Shepherd pour Sherri

#### Meilleur présentateur d'émission culinaire
- Justin Sutherland pour Taste the Culture
  - Kardrea Brown pour Delicious Miss Brown
  - Ina Garten pour Be My Guest with Ina Garten
  - Guy Fieri pour Guy's Ranch Kitchen
  - Emeril Lagasse pour Emeril Cooks
  - Andrew Zimmern pour Family Dinner

### Réalisation
- Meilleure réalisation pour une série télévisée dramatique
- Hôpital central
  - The Bay
  - Les Feux de l'amour
  - Des jours et des vies
  - Amour, Gloire et Beauté
  - Beyond Salem: Chapter Two

### Scénario
- Meilleur scénario pour une série télévisée dramatique
- Les Feux de l'amour
  - The Bay
  - Beyond Salem: Chapter Two
  - Hôpital central
  - Amour, Gloire et Beauté
  - Des jours et des vies